# Julia Schütz
Julia Schütz (* 1977) ist eine deutsche Pädagogin und leitende Professorin für die empirische Bildungsforschung an der FernUniversität in Hagen.

## Leben
Das Studium der Erziehungswissenschaften, Soziologie und Psychologie (1998–2004) in Hamburg und an der Goethe-Universität schloss sie 2004 als Diplom-Pädagogin ab. Von 2004 bis 2008 war sie Doktorandin am Fachbereich Erziehungswissenschaften, Institut für Sozialpädagogik und Erwachsenenbildung, Stipendiatin der Frankfurt Graduate School for Social Sciences (FGS) in Frankfurt am Main. Nach der Promotion im Dezember 2008 (Dissertationsschrift: Pädagogische Berufsarbeit und Zufriedenheit: Eine bildungsbereichsübergreifende Studie) wurde sie 2008 wissenschaftliche Mitarbeiterin am Zentrum für technologiegestützte Bildung (ehemals Projektgruppe Fernausbildung) der Helmut-Schmidt-Universität. Von 2008 bis 2009 war sie wissenschaftliche Mitarbeiterin am Arbeitsbereich Erziehungswissenschaft unter besonderer Berücksichtigung der Medienpädagogik (Rudolf Kammerl) an der Universität Hamburg. Von 2009 bis 2011 war sie wissenschaftliche Mitarbeiterin und Projektleiterin (gemeinsam mit Dieter Nittel/Rudolf Tippelt) der PAELL-Studie (Pädagogische Erwerbsarbeit im System des lebenslangen Lernens) an der Goethe-Universität Frankfurt am Main. Von 2012 bis 2015 war sie wissenschaftliche Mitarbeiterin am Leuphana College am Innovations-Inkubator der Leuphana Universität Lüneburg. Im Sommersemester 2015 vertrat sie die Professur für Sozialpädagogik, Fakultät Bildung, in Lüneburg. Von Oktober 2015 bis April 2017 lehrte sie als Professorin für Soziale Arbeit an der MSH Medical School Hamburg. Einen Ruf an die Hochschule Bremen auf die W2-Professur Erziehungswissenschaften lehnte sie ab. Nach der Habilitation und Venia Legendi für das Fach Erziehungswissenschaft im Mai 2017 (Habilitationsschrift: Anerkennungserleben und Anerkennungsstreben. Identifikation, Bedeutung und Auswirkungen sozialer Anerkennung für pädagogische Berufsgruppen) an der Goethe-Universität Frankfurt am Main leitet sie seit September 2017 das Lehrgebiet Empirische Bildungsforschung an der FernUniversität in Hagen.
Ihre Forschungsschwerpunkte sind empirische Forschungsmethoden, Professionstheorie, lebenslanges Lernen, soziale Anerkennung, Hochschulforschung und -entwicklung und (Komparative) Pädagogische Berufsgruppenforschung.

## Schriften (Auswahl)
- Pädagogische Berufsarbeit und Zufriedenheit. Eine bildungsbereichsübergreifende Studie. Bielefeld 2009, ISBN 978-3-7639-3335-8.
- als Herausgeberin mit Rainer Brödel und Tobias Nettke: Lebenslanges Lernen als Erziehungswissenschaft. Bielefeld 2014, ISBN 3-7639-5389-2.
- als Herausgeberin mit Karin Beck, Thorsten Bothe, Claudia Heuer, Andreas Seifert und Thomas Glaser: Bildung und Hochschule. Impulse für Studium und Lehre am Beispiel des Leuphana College. Münster 2016, ISBN 3-8309-3492-0.
- Pädagogische Berufsarbeit und soziale Anerkennung. Ergebnisse komparativer Berufsgruppenforschung. Weinheim 2018, ISBN 3-7799-3835-9.